# Cirsium erythrolepis
Cirsium erythrolepis là một loài thực vật có hoa trong họ Cúc. Loài này được K.Koch mô tả khoa học đầu tiên năm 1843.